# Alfonso Sousa-Poza
Alfonso Sousa-Poza (* 8. Mai 1970 in St. Gallen) ist ein Schweizer Ökonom und ordentlicher Professor für Volkswirtschaftslehre an der Universität Hohenheim in Stuttgart sowie Privatdozent für Volkswirtschaftslehre an der Universität St. Gallen. Er ist ausserdem ausserordentlicher Professor für Wirtschaftswissenschaften an der Jiaotong-Universität Xi’an.

## Leben

### Ausbildung
Sousa-Poza absolvierte ab Februar 1988 an der Universität Kapstadt ein Informatikstudium, das er im November 1990 abschloss. Anschliessend studierte er ab Oktober 1991 Ökonomie an der Universität St. Gallen, an der er im April 1999 promovierte. Im Mai 2003 habilitierte er in St. Gallen mit der venia legendi für das Fach Volkswirtschaftslehre.

### Berufliche Laufbahn
Von 1996 bis 2007 war er wissenschaftlicher Mitarbeiter am Forschungsinstitut für Arbeitsökonomie und Arbeitsrecht und Privatdozent an der Universität St. Gallen. Seither ist er Inhaber des Lehrstuhls für Haushalts- und Konsumökonomik an der Fakultät Wirtschafts- und Sozialwissenschaften der Universität Hohenheim.
Sousa-Poza arbeitet regelmässig als Experte oder Berater für Institutionen wie die Weltbank, die Europäische Kommission, die OECD, das Bundesamt für Statistik, den Schweizerischen Nationalfonds, die Bertelsmann-Stiftung, das Eidgenössische Volkswirtschaftsdepartement, UBS, Swisscom, Randstad, die Avenir Suisse, die Schweizerische Arbeitgebervereinigung sowie mehrere Anwaltskanzleien und Gerichte.

## Forschung
Seit März 2007 ist er wissenschaftlicher Mitarbeiter am Forschungsinstitut zur Zukunft der Arbeit. Seine Forschungsschwerpunkte sind die Alters-, Bevölkerungs- und Gesundheitsökonomik sowie die Subjective Wellbeing-Forschung.

## Publikationen (Auswahl)
Sousa-Poza ist koordinierender Herausgeber des Journal of the Economics of Ageing.
- David E. Bloom & Alfonso Sousa-Poza: Human Capital and Ageing: Introduction. In: The Journal of the Economics of Aging. Nr. 7, 2016, S. 61–63.
- Peng Nie & Alfonso Sousa-Poza: A Fresh Look at Calorie-Income Elasticities in China. In: China Agricultural Economic Review. Nr. 8 (1), 2016, S. 55–80.
- Steffen Otterbach & Alfonso Sousa-Poza: Job Insecurity, Employability, and Health: An Analysis for Germany across Generations. In: Applied Economics. Nr. 48 (14), 2016, S. 1303–1316.
- Peng Nie, Xiaobo He & Alfonso Sousa-Poza: Peer effects on childhood and adolescent obesity in China. In: China Economic Review. Nr. 35, 2015, S. 47–69.
- Peng Nie, Steffen Otterbach & Alfonso Sousa-Poza: Long work hours and health in China. In: China Economic Review. Nr. 33, 2015, S. 212–229.
- Mohamad Alameddine, Jan M. Bauer, Martin Richter & Alfonso Sousa-Poza: Trends in job satisfaction among German nurses from 1990 to 2012. In: Journal of Health Services Research & Policy. Nr. 21 (2), 2015, S. 101–108.
- Jan M. Bauer & Alfonso Sousa-Poza: Impacts of Informal Caregiving on Caregiver: Employment, Health and Family. In: Journal of Population Ageing. Nr. 8, 2015, S. 113–145.
- Jan M. Bauer, Dario Cords, Rachelle Sellung & Alfonso Sousa-Poza: Effects of Different Life Events on Life Satisfaction in the Russian Longitudinal Monitoring Survey. In: Economics Letters. Nr. 129, 2015, S. 91–94.
- Wencke Gwozdz, Alfonso Sousa-Poza et al.: Maternal Employment and Child Obesity: A European Perspective. In: Journal of Health Economics. Nr. 32, 2013, S. 728–742.
- Justina A. V. Fischer & Alfonso Sousa-Poza: Job Satisfaction and Health: An Analysis using Panel Data and Objective Health Measures. In: Health Economics. Nr. 18, 2009, S. 71–89.
- Alexandre Ziegler & Alfonso Sousa-Poza: Asymmetric Information about Workers' Productivity as a Cause for Inefficient Long Working Hours. In: Labour Economics. Nr. 10 (6), 2003, S. 727–747.
- Hans Schmid, Rolf Widmer & Alfonso Sousa-Poza: The Allocation and Value of Time Assigned to Housework and Child-Care: An Analysis for Switzerland. In: Journal of Population Economics. Nr. 14, 2001, S. 599–618.